# San Giorgio di Nogaro
San Giorgio di Nogaro är en ort och kommun i regionen Friuli-Venezia Giulia i Italien och tillhörde tidigare även provinsen Udine som upphörde 2018. Kommunen hade 7 408 invånare (2018).